# Thesium wightianum
Thesium wightianum är en sandelträdsväxtart som beskrevs av Nathaniel Wallich. Thesium wightianum ingår i släktet spindelörter, och familjen sandelträdsväxter. Inga underarter finns listade i Catalogue of Life.